# Acy-en-Multien
Acy-en-Multien település Franciaországban, Oise megyében. Lakosainak száma 844 fő (2022. január 1.). Acy-en-Multien Betz, Bouillancy, Vincy-Manœuvre, Étavigny, Réez-Fosse-Martin és Rosoy-en-Multien községekkel határos.

## Népesség
A település népességének változása:
| Lakosok száma | 830  | 834  | 856  | 849  | 859  | 872  | 889  | 867  | 844  |
|               | 2013 | 2015 | 2016 | 2017 | 2018 | 2019 | 2020 | 2021 | 2022 |